# Dargart mac Finguine
Dargart mac Finguine (mort en 685/692) est un membre du Cenél Comgaill dont le Cowal en Écosse tient son nom. Le seul événement le concernant directement relevé par les annales irlandaises, établies à partir de chroniques rédigées à Iona, est sa mort. On estime désormais que Dargart est le père de deux rois des Pictes : Bridei mac Der-Ilei et Nechtan mac Der-Ilei

## Origine
Dargart est un nom rare ; de ce fait les quelques références sur un porteur d'un tel nom semblent concerner le même personnage. Qu'un membre du Cenél Comgaill bénéficie d'une entrée dans la chronique de Iona, qui concentre son attention sur le Cenél nGabráin du Kintyre, est inhabituel. À l'exception des descendants de Comgall mac Domangairt qui sont inclus traditionnellement dans la liste des rois de Dál Riata, seul Dargart, et son père Finguine Fota sont mentionnés par les chroniques d'Irlande et dans les deux cas uniquement à l'occasion de leur mort.
Les ancêtres du père de Dargart sont énumérés dans une généalogie, le Genelaig Albanensium, annexée à une version du Senchus Fer n-Alban. Elle fait de lui l'arrière petit-fils Comgall, bien qu'une génération soit vraisemblablement omise, et nomme un autre de ses fils, Ferchar.
La mort violente de Dargart ; le mot Latin iugulatio est utilisé dans les Annales de Tigernach et les Annales d'Ulster, l'année de la bataille de Dunnichen, c'est-à-dire 685, a ensuite été dupliquée dans les Annales d'Ulster sous l'année 692.

## Postérité
Dargart semble avoir épousé une femme nommée Der-Ilei, peut-être une fille, ou moins probablement une sœur du roi Bridei mac Beli. Ils ont au moins deux fils, les rois des Pictes Bridei, qui meurt c. 706, et Nechtan, qui meurt en 732. Congal mac Dargarto, qui meurt en 712, est très certainement un autre fils de Dargart, bien que la fait qu'il soit né de Der-Ilei est moins certain. Il est également incertain que Ciniod, ou Cináed, mac Der-Ilei, tué en 713 soit le fils de Dargart.